# Three Imaginary Boys
 Three Imaginary Boys  — дебютний студійний альбом британського гурту The Cure, який був виданий у 1979 році на лейблі Fiction Records.

## Список пісень
Автор музики і слів the Cure (якщо не зазначено інше). 
| Side A | Side A                 | Side A     |
| #      | Назва                  | Тривалість |
| ------ | ---------------------- | ---------- |
| 1.     | «10:15 Saturday Night» | 3:42       |
| 2.     | «Accuracy»             | 2:17       |
| 3.     | «Grinding Halt»        | 2:49       |
| 4.     | «Another Day»          | 3:44       |
| 5.     | «Object»               | 3:03       |
| 6.     | «Subway Song»          | 2:00       |

| Side B | Side B                                          | Side B         | Side B     |
| #      | Назва                                           | Автор          | Тривалість |
| ------ | ----------------------------------------------- | -------------- | ---------- |
| 1.     | «Foxy Lady» (кавер The Jimi Hendrix Experience) | Джимі Гендрікс | 2:29       |
| 2.     | «Meat Hook»                                     |                | 2:17       |
| 3.     | «So What»                                       |                | 2:37       |
| 4.     | «Fire in Cairo»                                 |                | 3:23       |
| 5.     | «It's Not You»                                  |                | 2:49       |
| 6.     | «Three Imaginary Boys»                          |                | 3:17       |
| 7.     | «The Weedy Burton»                              |                | 1:04       |

## Учасники
The Cure
- Роберт Сміт — гітара, головний вокал (усі треки, крім «Foxy Lady»), гармоніка («Subway Song»)
- Майкл Демпсі — бас-гітара, бек-вокал і головний вокал («Foxy Lady»)
- Лол Толгерст — ударні

Додаткові учасники
- Порл Томпсон — соло-гітара, бек-вокал (1–4, 6, 7 бонусного диска)

Технічний персонал
- Девід Дрегон — ілюстрації обкладинки
- Майкл Дж. Даттон — «асистент»
- Мартін Годдард — фотографії обкладинки
- Майк Хеджес — звукорежисер
- Конні Джуд — ілюстрації обкладинки
- Кріс Перрі — продюсування
- Білл Сміт — художнє оформлення, дизайн обкладинки, додаткове фотографування

## Сертифікації
| Регіон                                                      | Сертифікація | Продажі |
| ----------------------------------------------------------- | ------------ | ------- |
| Австралія                                                   | —            | 30,000  |
| Велика Британія (BPI) видання 2005 року                     | Срібний      | 60 000  |
| продажі+прослуховування, що базуються лише на сертифікаціях |              |         |